# Coup d'État de 2021 au Soudan
Ne doit pas être confondu avec Tentative de coup d'État de 2021 au Soudan.
Le coup d'État de 2021 au Soudan est une opération militaire menée par l'armée soudanaise le 25 octobre 2021 contre le gouvernement de transition. Au moins cinq hauts responsables du gouvernement soudanais ont été arrêtés, dont le Premier ministre civil Abdallah Hamdok. Des pannes Internet généralisées ont également été signalées.
Un coup d'État infructueux avait déjà été tenté en septembre 2021.

## Contexte

### Coup d'État de 2019 et accord entre armée et opposition
Le président Omar el-Bechir, qui dirigeait le pays depuis le coup d'État de 1989, a été renversé par l'armée le 11 avril 2019 après des semaines de manifestations de masse.
L'armée souhaite gouverner le pays pendant deux années. L'armée promet la mise en place d'un gouvernement civil. Le général Abdel Fattah Abdelrahmane al-Burhan est nommé à la tête de la junte dès le lendemain.
Les manifestants sont alors représentés par les Forces de la liberté et du changement (FCC).
Le 22 mai, après l'échec des négociations avec la junte, l'Alliance pour la liberté et le changement (ALC) appelle à la grève générale pour les 28 et 29 mai. L'armée finit par accepter un accord de partage du pouvoir avec les civils, créant le Conseil de souveraineté.
Le lundi 3 juin 2019 à l'aube, la junte au pouvoir donne l'ordre de disperser violemment le campement des manifestants devant le siège de l'armée à Khartoum. Des militaires brûlent les tentes installées par les manifestants et tirent à balles réelles sur ces derniers. D'autres victimes sont jetées dans le Nil. Ils font au moins 30 victimes et des « centaines de blessés », selon le Comité central des médecins soudanais. Des images montrent également des policiers et soldats tués et blessés par les putschistes, 700 blessés et 70 personnes violées. Parmi eux, figurent de nombreuses femmes activistes qui ont par ailleurs subi des insultes obscènes. Les forces de sécurité prennent position dans les rues de la capitale pour empêcher la reconstitution du sit-in. En réaction, l'ALC se retire des négociations et appelle au renversement du régime et à « la grève et la désobéissance civile ». Les Forces de soutien rapide (RSF) sont intervenus et ont tiré. D'après Gérard Prunier, les assaillants n'étaient pas des militaires — qui pour beaucoup sympathisaient avec les manifestants — mais des mercenaires venus du Darfour (les Forces de soutien rapide) et des unités apparentées aux services de renseignement.
Le 22 juin, l'ALC accepte la proposition éthiopienne de mettre en place un Conseil de souveraineté de quinze membres, dont sept issus de ses rangs et sept militaires. Le Conseil doit être dirigé par un militaire pendant les 18 premiers mois puis par un civil pendant les dix-huit mois suivants. Le 5 juillet, après des réserves de la junte sur la proposition initiale, et une rencontre avec les deux camps et des responsables américains, une nouvelle mouture de l'accord est proposée pour une transition de trois ans et trois mois. Un Conseil de souveraineté de onze membres dont cinq de l'ALC et cinq autres de l'armée, et un civil choisi par les deux camps, doit être mis en place, ainsi qu'un gouvernement civil. Il sera dirigé pendant 21 mois par un militaire puis les 18 derniers mois par un civil.
Le 11 juillet, la junte affirme avoir déjoué une tentative de putsch.
La crainte de l'armée de perdre la gestion de centaines de sociétés opaques, qui font la fortune des haut gradés, aurait été l'un des éléments déclencheurs du coup d’État. Alors que le secteur de la sécurité échappe totalement au contrôle de l’État, le premier ministre Hamdok aurait souhaité placer ces entreprises sous le contrôle du ministère des Finances.

### Transition démocratique
L'accord portant création du Conseil de souveraineté est signé le 17 août. Le Conseil de souveraineté, dirigé par Burhan, est formé le 20 août, et doit prendre ses fonctions le lendemain.
Le 21 août, l'économiste Abdallah Hamdok est nommé Premier ministre. Ses principales tâches consistent à renouer avec les pays étrangers, en obtenant la fin des sanctions américaines, de même avec le Fonds monétaire international (FMI). Il doit également diversifier l'économie et mettre fin aux conflits armés. Le nouveau cabinet prête serment le 8 septembre.
Le gouvernement opère rapidement des réformes sociétales, auxquelles la junte était longtemps opposée. Ainsi, la loi sur les châtiments corporels, inspirée par la charia, est abrogée en décembre 2019, ainsi que celle interdisant notamment aux femmes de porter un pantalon ainsi que d'autres vêtements, et de ne pas pouvoir voyager en compagnie d'un enfant et de danser avec des hommes. Le 7 mai 2020, l'excision est pénalisée. et les non-musulmans autorisés à consommer de l'alcool en privé.
Le Premier ministre israélien Benyamin Netanyahou rencontre Abdel Fattah al-Burhan en février 2020, à Entebbe (Ouganda), pour discuter d'une normalisation des relations entre Israël et le Soudan. Les mois suivant, Abdel Fattah al-Burhan est un acteur central de la normalisation des relations entre le Soudan et Israël, dont les négociations bilatérales aboutissent à un accord entre les deux États le 23 octobre 2020. Ce projet de rapprochement, très loin de faire l’unanimité dans le gouvernement et la société civile soudanaise, et largement porté par Burhan qui le justifie par les bénéfices économiques que le Soudan peut en tirer, notamment grâce au retrait de la liste noire américaine des « pays soutenant le terrorisme ». À la différence du général al-Burhan, Abdallah Hamdok est opposé à un tel rapprochement diplomatique.
Le 3 octobre 2020, la signature d'un accord de paix entre le gouvernement de transition et différents groupes rebelles prolonge la transition de 21 mois. Des élections sont désormais prévues en 2024,.

### Tentative de coup d'État de septembre
Fin 2021, le gouvernement apparait comme affaibli en raison des tensions avec l'armée, de la crise économique et de son impopularité. Les mesures d'austérité telles que la suppression des subventions sur les denrées de première nécessité, imposées par le Fonds monétaire international en échange de l'annulation d'une partie de la dette du Soudan, ont accentué la pauvreté en particulier dans les zones rurales. Le 21 septembre, une tentative de coup d’État menée par des officiers et des civils liés à l'ancien régime de Béchir est repoussée.
Dans les jours qui suivent, les généraux du Conseil de souveraineté mettent en cause le gouvernement d’Abdallah Hamdok. Dès le 22 septembre, le général Mohamed Hamdan Dogolo, chef des Forces de soutien rapide (RSF) et no 2 du Conseil de souveraineté, affirme que c’est la « mauvaise gouvernance » qui a précipité la tentative de putsch. Le général Al-Burhan déclare par la suite qu'il est nécessaire de dissoudre le gouvernement afin d'apaiser les tensions, ce que refuse le premier ministre Hamdok.

### Manifestations d'octobre 2021
Le 14 octobre, Hamdok refuse de dissoudre le gouvernement comme le lui demandait le général Burhan.
Le 16 octobre, à un mois de la date prévue pour le transfert aux civils de la présidence du Conseil de souveraineté, des partisans de l'armée ont dressé un sit-in devant le palais présidentiel pour exiger un coup d'État militaire. Ils appellent ainsi le général Burhan à prendre le contrôle du pays.
Le 21 octobre, des dizaines de milliers de personnes sont descendues dans la rue pour soutenir le gouvernement de transition et exiger le transfert aux civils de la présidence du Conseil de souveraineté.

## Déroulement
Selon une enquête de la plateforme d’informations Sudan in the news intitulée « Comment les militaires soudanais ont aggravé la crise du carburant pour justifier leur coup », plus de 760 attaques ont eu lieu à l'instigation des militaires putschistes sur des champs pétrolifères pendant la période de transition, causant la perte d’un tiers de la production et provoquant une pénurie chronique de carburant et de blé. Les pénuries résultant de ces attaques ont servi de justification aux militaires pour dénoncer l'échec de la transition démocratique, et de prétexte pour y mettre un terme au nom de la stabilité. C'est ainsi qu'ils ont ainsi pu opportunément saper les perspectives démocratiques du Soudan tout en prétendant être attachés à la démocratie. 
Quatre jours après les manifestations massives en soutien au transfert aux civils de la présidence du Conseil de souveraineté, un coup d’État conduit à l’arrestation des dirigeants issus de la société civile dans la matinée du 25 octobre[réf. souhaitée].
Abdallah Hamdok est d’abord retenu chez lui avec son épouse, les putschistes cherchant à lui faire signer une déclaration de soutien au coup d'État. Devant son refus, il est emmené vers une destination inconnue, puis de nouveau maintenu en détention à son domicile. Le général Burhan décrète l'état d'urgence et annonce la dissolution du gouvernement et du Conseil de souveraineté. L'Association des professionnels soudanais (le principal groupe politique pro-démocratique du pays) et le Parti communiste ont appelé, peu avant que les communications ne soient interrompues, à la mobilisation pour faire échec au coup d'État. Des manifestations sont réprimées par l'armée, faisant plusieurs morts.
Au 30 octobre, au moins douze manifestants ont été tués. Au 14 novembre, 21 manifestants ont été tués et des centaines blessés. Au 20 novembre, au moins 40 manifestants ont été tués. Au 30 décembre, 48 manifestants ont été tués. Au 3 janvier 2022, le bilan est de 54 morts. Au 14 février, 81 victimes sont recensées.

### Pannes d'internet
Immédiatement après l'incident, des pannes d'internet majeures au Soudan ont été signalées par des groupes de surveillance internationaux, dont NetBlocks. Les pannes ont ensuite été corroborées par le ministère soudanais de l'Information.

### Médias
La télévision d'État détenue par le gouvernement fonctionnait sans interruption.

## Réactions

### Réactions nationales
Le groupe pro-démocratie Association des professionnels soudanais a qualifié l'événement de coup d'État. Le parti au pouvoir dans le pays, le parti Oumma, a également dénoncé les arrestations et appelé les membres du public à manifester dans les rues. Le Parti communiste soudanais a plaidé en faveur d'une grève des travailleurs et d'une désobéissance civile de masse. À la suite des arrestations, les manifestants ont commencé à se rassembler dans les rues de Khartoum, à mettre le feu aux pneus des voitures et à dresser des barrages routiers. Selon le ministère de l'Information, les forces armées ont utilisé des balles réelles pour disperser les manifestants.

### Réactions internationales
Jeffrey D. Feltman, l'envoyé spécial américain pour la Corne de l'Afrique, a déclaré que les États-Unis étaient "profondément alarmés" par les premiers rapports faisant état d'une prise de contrôle militaire. Le chef des affaires étrangères de l'Union européenne, Josep Borrell, et le secrétaire général de la Ligue arabe, Ahmed Aboul Gheit, ont également exprimé leur inquiétude.
La Mission des Nations unies au Soudan a condamné le coup d'État et a demandé la libération immédiate des responsables gouvernementaux.
L'Union africaine a publié une déclaration appelant à la libération des dirigeants politiques.
Les gouvernements français et allemand ont condamné le coup d'État tandis que la Chine et l'Éthiopie voisine ont encouragé le dialogue entre les factions soudanaises.
Le coup d'État pourrait avoir été influencé par des enjeux géopolitiques. Le général Burhan est connu pour sa proximité avec le régime égyptien d'Abdel Fattah al-Sissi et son souhait de se rapprocher d’Israël, ce à quoi s'opposaient les civils du gouvernement. Après le putsch, le général réaffirme aussitôt son appui à cette orientation diplomatique. Les généraux soudanais bénéficient également du soutien des Émirats arabes unis et de l’Arabie saoudite.

## Suites
Sous la pression des manifestations et d'une partie de la communauté internationale, le régime militaire consent le 21 novembre à réintégrer Abdallah Hamdok dans sa fonction de premier ministre après un mois de résidence surveillée. Début janvier 2022, celui-ci démissionne officiellement de ses fonctions.